# Šáma stračí
Šáma stračí (Copsychus saularis) je asi 20 cm velký druh pěvce z čeledi lejskovitých (dříve řazen mezi drozdovité). Samci jsou svrchu černí se světlou spodinou těla a velkými bílými skvrnami na křídlech, samice jsou svrchu černo-šedé a i spodinu těla mají našedlou. Nápadným znakem je také její dlouhý ocas, který drží velmi často vzpřímený. Běžně se vyskytuje v zahradách, parcích a lesích v jižní a jihovýchodní Asii v rozmezí od Bangladéše přes Indii, Srí Lanku a východní Pákistán až po Indonésii, Thajsko, jižní Čínu a Filipíny. Jako nepůvodní druh je v současné době zastoupena i na australském kontinentě. Je známá také svým výrazným melodickým zpěvem. Je také národním ptákem Bangladéše.